# Thysanopyga canescens
Thysanopyga canescens är en fjärilsart som beskrevs av Butler 1882. Thysanopyga canescens ingår i släktet Thysanopyga och familjen mätare. Inga underarter finns listade i Catalogue of Life.